# Puntas de Valdez
Puntas de Valdez és una localitat de l'Uruguai, ubicada al sud-est del departament de San José.
Es troba a 54 metres sobre el nivell del mar. Té una població aproximada de 1.267 habitants.